# ウィッシュ・サムワン・ウッド・ケア
ウィッシュ・サムワン・ウッド・ケア (Wish Someone Would Care)は、R&B歌手のアーマ・トーマスが作詞・作曲し、レコーディングした楽曲。1964年2月にインペリアル・レコードよりシングル・リリースされ、R&Bチャート17位を獲得、トーマス最大のヒット曲となった。

## 概要
1964年リリースのトーマスのファースト・アルバムのタイトル曲で、インペリアル・レコードからの最初のシングルとして1964年2月にリリースとなっている。
彼女にとっては初めての自作曲のリリースであった。傷つき、安らぎを得たいという苦悩を表現したソウル・バラードである。この曲をレコーディングした当時トーマスは22歳、二度目の離婚の問題を抱える中、小さな子供たちを育てており、その状況で「誰か気にかけてくれればいいのに(wish someone would care)」との思いを歌に込めている。

## シングル
| 年   | 曲名                                      | レーベル名 | レコードNo. | 最高位     | 最高位  |
| 年   | 曲名                                      | レーベル名 | レコードNo. | 米国ポップ | 米国R&B |
| ---- | ----------------------------------------- | ---------- | ----------- | ---------- | ------- |
| 1964 | A: Wish Someone Would Care B: Break-A-Way | Imperial   | 66013       | 104 —      | 17 —    |

## カバー・バージョン
| 年     | アーティスト名                 | 収録アルバム                |
| ------ | ------------------------------ | --------------------------- |
| 1964年 | エタ・ジェイムズ               | 『Queen Of Soul』           |
| 1996年 | マリー・バーグマン             | 『Fruit』                   |
| 1997年 | ベイビー・ジェーン・デクスター | 『Big, Bad & Blue - Live!』 |
| 2008年 | ジゼル                         | 『Devil Or Angel』          |
| 2012年 | クラレンス・ミルトン・ベッカー | 『Old Soul』                |